# Вінчестер (округ Віннебаго, Вісконсин)
Вінчестер (англ. Winchester) — місто (англ. town) в США, в окрузі Віннебаґо штату Вісконсин. Населення — 1794 особи (2020).

## Демографія
Згідно з переписом 2010 року, у місті мешкали 1763 особи в 692 домогосподарствах у складі 537 родин. Було 749 помешкань
Расовий склад населення:
| - 98,9 % — білих - 0,2 % — корінних американців - 0,1 % — вихідців з тихоокеанських островів - 0,1 % — азіатів |

До двох чи більше рас належало 0,6 %. Частка іспаномовних становила 0,9 % від усіх жителів.
За віковим діапазоном населення розподілялося таким чином: 23,3 % — особи молодші 18 років, 62,7 % — особи у віці 18—64 років, 14,0 % — особи у віці 65 років та старші. Медіана віку мешканця становила 44,8 року. На 100 осіб жіночої статі у місті припадало 106,0 чоловіків;  на 100 жінок у віці від 18 років та старших — 103,6 чоловіків також старших 18 років.
Середній дохід на одне домашнє господарство  становив 90 065 доларів США (медіана — 78 523), а середній дохід на одну сім'ю — 101 329 доларів (медіана — 87 679). Медіана доходів становила 62 981 долар для чоловіків та 41 797 доларів для жінок. За межею бідності перебувало 5,6 % осіб, у тому числі 3,6 % дітей у віці до 18 років та 7,0 % осіб у віці 65 років та старших.
Цивільне працевлаштоване населення становило 869 осіб. Основні галузі зайнятості: виробництво — 28,9 %, освіта, охорона здоров'я та соціальна допомога — 18,1 %, будівництво — 9,7 %, роздрібна торгівля — 8,9 %.